# Arbre de Vie (Kabbale)
Pour les articles homonymes, voir Arbre de vie (homonymie).
 (février 2012).
Si vous disposez d'ouvrages ou d'articles de référence ou si vous connaissez des sites web de qualité traitant du thème abordé ici, merci de compléter l'article en donnant les références utiles à sa vérifiabilité et en les liant à la section « Notes et références ».
 (janvier 2023).
Améliorez-le ou discutez des points à vérifier. 

L'arbre de vie avec le nom des 10 Sephiroth et les 22 chemins en hébreu.

L’Arbre de Vie (Etz haHa'yim עץ החיים en hébreu) représente symboliquement, dans la Kabbale, les lois de l'Univers (certains auteurs le rapprochent de l'arbre de la vie mentionné par la Genèse en 2:9). Sa description est considérée comme celle de la cosmogonie de la mystique kabbalistique.

## Symbolique
Certains commentateurs considèrent que l'Arbre de Vie est une adaptation hébraïque de symboles déjà présents au sein des peuples antiques. En effet, nous retrouvons en Égypte le sycomore sacré ainsi que le pilier Djed, jouant un rôle important dans l'ésotérisme égyptien. D'autres Arbres de Vie existaient par exemple dans la tradition mésopotamienne en Elam avec des résonances cosmogoniques poussées. Une même perception s'est installée sous des noms différents dans diverses cultures : l'Arbre de Vie se nomme l'Aśvattha en Inde, l'Arbre Bo ou le ficus religiosa des Bouddhistes, le Frêne, Yggdrasil des peuples nordiques, l'Asherah originel des Assyriens, le Java-Aleim (Jahva Alhim décliné en hébreu par la suite) de la tradition cabbalistique chaldéenne.
Il reste que l'Arbre de Vie cabalistique procède à tous égards de la cosmologie juive et que les processus philologiques, sémantiques et métaphysiques de son élaboration ne relèvent en rien des traditions précitées. L'essentiel de la doctrine kabbalistique afférente à l'Arbre Séphirotique est en effet à rechercher dans la littérature midrachique, spécialement celle datant de la fin de la période du Second Temple et quant à laquelle le Zohar propose une synthèse des plus complètes. 
Il convient de préciser que l'arbre séphirotique tel que la Kabbale le représente n'est apparu qu'au IIe siècle de notre ère au sein des écoles rabbiniques. Et c'est plus globalement au XIIe siècle que celui-ci se répand plus particulièrement au sein des écoles du sud de la France et de l'Espagne. Si les formes diffèrent d'une culture à l'autre, le fond, l'essence restent les mêmes et il convient pour être rigoureux d'observer les appropriations exclusives de certains peuples envers des principes spirituels qui sont à l'origine libres et universels.
Cet Arbre de Vie peut être vu comme la représentation du processus de création mettant à l'œuvre, tant dans le Macrocosme qu'est l'Univers que dans le Microcosme qu'est l'Être Humain, des énergies ou puissances créatrices émanant du Créateur.  La mystique de la Kabbale utilise l'Arbre de Vie pour tenter de distinguer l'Essence Infinie (En Sof) d'un Dieu Unique et Créateur, de la manière dont il a créé à partir du vide (ex nihilo) ce monde fini (Sof) qui est le nôtre.
Cet Arbre de Vie est également employé en magie hermétique. Le processus de formation alors analysé est celui de l'acte magique, et le rôle spécifique d'une Sephira dans l'acte magique envisagé est activé par l'invocation de la puissance active qui lui est associée.
Le schéma de l'Arbre de Vie est formé de :
- 4 mondes,
- 10 centres énergétiques (ou numérations appelées Sephiroth),
- 3 voiles d’existence négative non manifestée,
- 3 piliers et 22 sentiers,

dont l'ensemble forme les 32 voies de la Sagesse (ces 32 voies correspondent aux dix Sephiroth et aux vingt-deux sentiers).

## Les dixSephiroth
Les dix Sephiroth sont :
- Le Kether, diadème royal ou couronne (Centre de la Volonté Créatrice, inspiration de l'Univers.)
- La Chokhmah, prudence et sagesse (Source de l'Énergie Cosmique, pur Amour et Sagesse.)
- La Binah, construction ou formation (Centre de Cristallisation, de la Forme et donc, pôle Féminin de L'Univers.)
- Daath (Séphira cachée, Grande Bibliothèque Cosmique qui renferme toutes les mémoires de l'Univers.)
- Chesed (Centre de l'organisation et de la Concrétisation, de l'Abondance, du Pouvoir et de l'Autonomie.)
- Gueburah (Demeure du « chirurgien céleste » qui agit pour que les Lois Cosmiques soient respectées. Il s'agit du Centre Masculin de l'Univers.)
- Tiphareth (Lien entre les Mondes de l'Esprit et les Réalités Matérielles, ce Centre implante en l'Homme la Conscience.)
- Netzach (Centre de la Beauté qui inspire, de la Matérialisation de l'Amour.)
- Hod (Centre qui applique les Lois de la Sphère Binah à un niveau près de la Dimension Matérielle. Il s'agit du stade final de l'Élaboration du Plan de Vie.)
- Yesod (Centre qui produit la Réalité Matérielle. Il transmet les informations en provenance de la Conscience Supérieure Tiphéreth vers le Monde Physique et vice versa.)
- Malkhuth (Centre qui représente la Réalité Physique, associée à la Planète Terre.)

## Les trois piliers
Les Sephiroth sont souvent réparties en trois colonnes, ou gimel kavim (« trois lignes » en hébreu). Dans les cérémonies initiatiques, les deux piliers extérieurs sont représentés par les deux piliers du Temple de Salomon, Boaz (« la force est en lui ») (la noire, à gauche) et Yakhin (« il établit ») (la blanche, à droite) ; l'initié étant lui-même le troisième pilier de la conscience, placé entre les deux autres.
L'alternance de droite / gauche / centre a des parallèles dans d'autres symbolismes :
- l'activité, la passivité, l'équilibre ;
- la force, la forme, la conscience ;
- le père, la mère, et l'enfant ;
- le yang, le yin, le tao ;
- le pingala, le ida, sushumna et les chakras[5].

Une erreur de perspective des occultistes débutants est l'idée que la force « masculine » est associée au pilier de la miséricorde (colonne de droite), et la forme « féminine » à celui de la rigueur (colonne de gauche). Il y a effectivement une inversion de polarité dans l'apparence des deux Sephiroth à la base des piliers, au niveau psychique que perçoit tout d'abord le nouvel initié, tant qu'il n'a pas franchi le deuxième voile. Netzach (beauté et sentiment), base du pilier de la force/masculine a pour image magique une belle jeune femme. Hod (connaissance intellectuelle) base du pilier de la forme/féminine a pour image magique celle d'un jeune intellectuel. C'est dans les domaines supérieurs métaphysiques, que la nature masculine et féminine des piliers apparaît nettement, avec Binah (dont l'image magique est une vieille femme) et Chokmah (dont l'image magique est un géant puissant).

### Pilier de la miséricorde
La colonne de droite (en hébreu, kav yamin) est dominée par Chokmah. C'est Yakhin la blanche, le pilier de la force, des tendances masculines. Les Sephiroth de ce pilier (Chokhmah, Chesed, Netzach) correspondent à des états actifs.
Ce pilier est dominé par les principes actifs, de construction, de kinétique.
Dans la symbolique ésotérique, la progression le long de ce pilier correspond à la magie bacchanale de l'ivresse, celle de l'invocation, où la conscience est modifiée par la mise en jeu des émotions.

### Pilier de la rigueur
La colonne de gauche (en hébreu, kav smol) est dominée par Binah. C'est Boaz la noire, le pilier de la forme, des aspects féminins. Les Sephiroth de ce pilier (Binah, Geburah, Hod) correspondent à des états de structure, passifs.
Ce pilier est dominé par les symboliques passives de statique, de destruction.
Dans la symbolique ésotérique, la progression le long de ce pilier correspond à la voie du magicien, de l'occultisme, de l'évocation. La conscience est modifiée par la rigueur, l'étude et la connaissance.

### Pilier de la conscience
La colonne centrale est dominée par Kether, et est appelée le pilier de l'équilibre, ou de la conscience. Les Sephiroth de ce pilier (Kether, Tipheret, Yesod et Malkouth) traduisent un équilibre entre force et forme, mâle et femelle, action et structure : ils correspondent à des états de conscience équilibrée.
La voie de ce pilier est surnommée la voie de la flèche. C'est la voie philosophique et mystique, qui commence par la dévotion et s'achève dans la contemplation.

## Les trois voiles
L'arbre de vie est traditionnellement divisé en quatre sections, séparés par trois voiles horizontaux.
- Le premier voile est celui de l'initiation. Il forme la limite entre Malkouth et le reste de l'arbre. L'initié qui franchit ce voile, au début de son travail, prend conscience du monde non-matériel, et peut commencer à maîtriser le domaine spirituel et mental.
- Le deuxième voile est le Paroketh. Il sépare les trois Sephiroth du monde psychique (Yesod, Hod, Netzach) de celles des domaines supérieurs. L'initié qui le franchit atteint la petite illumination, la naissance de Tiphéreth, et prend conscience de sa nature profonde.
- Le troisième voile est celui de la conscience elle-même. Il traverse Daath, la non-Sephira de la connaissance, et sépare les trois Sephiroth du monde mystique (Tiphéreth, Guebourah, Hessed) des trois Sephiroth métaphysiques (Binah, Chokmah, Kether). L'initié qui le franchit atteint sa nature divine : c'est le domaine de l'instase mystique.

Un quatrième voile, le voile de l'existence, sépare l'arbre de vie lui-même du non-créé primordial, l'Ain Soph Aur. L'initié qui le franchit atteint Dieu, mais perd son existence (c'est pourquoi il est écrit que nul ne peut voir Dieu et vivre).

## Les quatre mondes
Les 4 mondes sont :

- Atziluth (en) : l'émanation (les archétypes, les concepts, le mental abstrait) ;
- Briah (en) : la création (le mental concret, les formes pensées) ;
- Yetzirah (en) : la formation (les émotions, les sentiments, l'astral) ;
- Asiah (en) : l'action (la cristallisation).

On rapproche parfois les 4 mondes des 4 niveaux de compréhension du monde, :  
- Peshat ou Pshat (פְּשָׁט) : littérale, directe ;
- Remez (רֶמֶז), allégorique, analogique ;
- Derash (דְּרַשׁ), philosophique et rhétorique, religieuse ou scientifique ;
- Sod (סוֹד), ésotérique, mystique.

La correspondance entre les quatre mondes et l'arbre de vie peut se faire suivant plusieurs systèmes. Une première correspondance donne :
- l'émanation Atziluth correspond à Kether ;
- la création Briah correspond à Chokhmah et Binah ;
- la formation Yetzirah correspond aux six Sephiroth suivants ;
- l'accomplissement Assiah correspond à Malkouth.

Une deuxième correspondance, géométrique, s'intéresse plus aux interactions entre Sephiroth, et tend à centrer chaque monde sur l'un des Sephira du pilier central et le passage d'un voile. Cette correspondance se lit dans les motifs circulaires de l'arbre de vie, et associe un monde à chaque cercle servant à tracer l'arbre :
- Assiah est centré sur Yesod, et s'étend de Malkouth à Tiphereth, incluant Hod et Netzach, et traversant le voile de l'initiation.
- Yetzirah est centré sur Tiphereth, et s'étend de Yesod à Daath, traversé par le Paroketh. Il inclut donc Chesed, Gevurah, Netzach et Hod, et rassemble les six Sephiroth associés au Zoar Anpin (la petite contenance, ou Microprosopus).
- Briah est centré sur Daath, et s'étend de Tiphereth jusqu'à Kether. Il est traversé par le voile de la conscience, et contient Chokmah, Binah, Hesed et Guebourah.
- Atsiluth est centré sur Kether, et s'étend de Daath jusqu'à Ain Soph Aur. Il comprend Chokmah et Binah, et est entièrement au-delà de l'abysse formé par le Paroketh.

Une troisième correspondance est à rapprocher du dicton « il y a un arbre de vie dans chaque Sephirah ». Ici, chaque monde est considéré comme ayant son propre arbre de vie ; le Kether du monde inférieur coïncidant avec le Malkouth du monde supérieur. Ainsi, dans le processus de formation, chaque monde est décrit par un arbre autonome, activé par le résultat du monde supérieur, et dont la production active à son tour le monde inférieur.
La quatrième correspondance est intermédiaire entre les deux précédentes : La géométrie circulaire de l'arbre y est utilisée, mais de telle manière que le Kether du monde inférieur coïncide avec le Tiphereth du monde intermédiaire et le Malkouth du monde supérieur. Dans cette représentation, chaque monde est donc doté d'un arbre autonome, dont la partie inférieure est partiellement partagée avec le monde inférieure, et la partie supérieure avec le monde supérieur.
Cette dernière correspondance identifie finalement cinq superpositions différentes, impliquant chacune cinq Sephiroth de part et d'autre d'une frontière. Ce double quinténaire peut ainsi se relier à la théorie des quatre éléments complétés par un cinquième élément spirituel : chaque « monde » décrit le passage d'un élément à l'autre, la description de ce passage se faisant elle-même par l'articulation de cinq éléments amont (objectifs) et cinq éléments aval (subjectifs), l'ensemble correspondant aux dix Sephiroth. Dans cette vision, les quatre mondes correspondent aux quatre transitions d'un élément à l'autre, chaque transition étant décrite par un arbre de vie qui participe à la fois de l'étape antérieure et de la postérieure.

## La création
Les 10 Sephiroth de l'arbre de vie, de Kether à Malkouth, correspondent à dix étapes qui décomposent tout processus de création consciente.
Ain Soph Aur : Au commencement, il y a « quelque chose » d'incréé, d'infini et d'absolument indifférencié. Le plus simple est de désigner cet état par « rien », étant entendu que c'est à la fois un vide absolu (puisqu'il ne contient aucune « chose ») et un commencement saturé de potentialités. Au départ de la création, de ce « rien » émerge « quelque chose ». Cette étape primordiale est parfois désignée par Tsimtsum : l'incréé se retire en partie, relativise son absolu, pour que la création puisse prendre place. Le voile de l'existence est ainsi franchi.
- Kether est le point d'entrée par lequel la création se manifeste dans le monde, par une insufflation permanente d'existence. Dans cette étape, la création gagne sa capacité à être.
- Chokmah est l'étape où est acquise l'impulsion primordiale, le primum mobile, qui pousse la créature dans l'existence. La création gagne ici sa force fondamentale, son désir de devenir. Cette énergie n'est pas orientée ni structurée à ce stade. Son désir de se réaliser ne peut pas encore s'accomplir, puisqu'il n'y a pas encore pour le réaliser de limite entre « soi » et « non-soi », ni même entre « avant » et « après » : c'est une énergie absolue, mais encore totalement potentielle à ce stade.
- Binah donne à la création sa capacité à être structurée. En posant la possibilité d'une limite, Binah permet à la force de se réaliser en « quelque chose » de manifeste et d'actif.

Daath correspond au franchissement du deuxième voile, celui de l'individualité. Le principe fécondant mâle de Chokmah s'unit au principe féminin de Binah, pour donner naissance à l'être manifesté.
- Hesed représente la vocation particulière de la créature qui vient de s'individualiser. Cette force individualisée est la destinée ou l'inspiration visionnaire qui donne un sens et une identité profonde à toute une existence. À ce stade, la création est dotée d'un destin individualisé. Hesed est ce qui permet à l'être d'acquérir sa propre identité.
- Guebourah, sur le pilier de la forme, représente la qualité de permanence : chaque être tend à se conserver. Pour accomplir quelque chose, il faut provoquer du changement, et donc faire disparaître les formes qui s'y opposent ; pour rester soi-même dans le temps, il faut préserver son identité profonde, et faire disparaître ce qui la mettrait en danger. Le « chirurgien céleste » tranche ce qu'il est nécessaire de sacrifier pour accomplir le destin désigné par Hesed. Guebourah est ce qui permet à l'être de maintenir sa propre identité.
- Tiphereth réalise un équilibre entre ces deux logiques de création et de destruction, en les réalisant au point qui est juste et nécessaire. C'est le point où la volonté de créer quelque chose de spécifique devient possible. Tipheret est ce qui permet à un être autonome d'être effectivement créé, après avoir acquis son identité et sa capacité à la conserver.

La création franchit ensuite le troisième voile du Paroketh : son histoire peut commencer à se dérouler.
- Netzach, sur le pilier de la force, est le lieu des tendances fondamentales qui structurent l'activité de cette créature : impulsions, envies, sentiments, sources d'énergies diverses et différenciées. La compréhension de Netzach donne la clef des motivations de l'être, de ce qui le fait bouger.
- Hod, sur le pilier de la forme, est le lieu des explications, la structure de fonctionnement, ce qui relie les choses les unes aux autres. C'est le domaine de la logique et de la description abstraite, dépassionnée. La compréhension de Hod donne la clef du fonctionnement de l'être, de la manière dont il peut agir et réagir pour réaliser son destin.
- Yesod, sur le pilier de la conscience, est la dernière étape avant la matérialisation. C'est le lieu de l'interface entre la conscience et le réel. La compréhension de Yesod permet de comprendre comment la conscience peut agir sur le monde réel (et inversement, comment le réel est perçu par la conscience).

La création franchit alors le dernier voile, celui de l'initiation, et peut se matérialiser.
- Malkouth est la manière dont la création est matérialisée dans le monde ; l'étape finale du « verbe qui se fait chair ». C'est ici que la création devient objective, tangible et permanente.

La description de la création à travers les dix sephiroth peut s'appliquer à n'importe quelle création : réaliser un dessin, faire une promenade... c'est un exercice demandé aux caballistes débutants que d'analyser une activité quelconque en s'appuyant sur ces étapes.

## La montée des sphères
Dans l'ordre inverse, les 10 Sephiroth de l'arbre de vie correspondent à dix étapes de purification spirituelle, que l'initié parcourt spirituellement pour passer du monde matériel à l'union à Dieu :
- Malkouth correspond à ce qui est purement matériel et objectif dans ce que l'on expérimente. La caractéristique du monde matériel est de résister au changement, d'être permanent et d'exister indépendamment d'un observateur.
- Yesod est ce qui reste quand on se libère de la matière, et que l'on prend conscience du caractère non objectif de nos perceptions. Il correspond à l'expérience du monde tel qu'on l'imagine, en tant qu'il est perçu par un observateur. C'est le domaine du changement et de l'apparence.
- Hod est ce qui reste quand on se détache de l'apparence immédiate du phénomène, c'est le monde de la logique et de la pensée abstraite. Il correspond à la connaissance, au raisonnement, aux explications.
- Netzach est ce qui reste quand on maîtrise et élimine le commentaire verbal et sa logique. C'est le monde de l'émotion et de la passion. Il est le domaine qui fournit la dynamique de notre action.
- Tiphereth est ce qui reste quand on élimine la poussée passionnelle, et sa dynamique temporelle. C'est le domaine de la conscience pure, hiératique. Il est le lieu où la beauté de l'être peut être contemplée en soi, parce qu'il se présente intégralement, dans l'éternité, avec sa logique achevée. « Je suis belle, ô mortel, comme un rêve de pierre » ; « je hais le mouvement qui déplace les lignes, et jamais je ne pleure et jamais je ne ris. » Tiphereth permet de contempler tout son être, mais cette première contemplation fait prendre conscience de son imperfection.
- Guebourah est ce qui se trouve au-delà de la contemplation introspective. C'est le domaine où se manifeste la discipline nécessaire à écarter ce qui est impropre, et maintenir l'être dans sa pureté.
- Hesed est ce qui reste quand on élimine la rigueur intransigeante nécessaire à Guebourah. C'est le monde de la compassion, là où peut être perçu le destin profond de l'être.
- Binah est ce qui reste quand on peut faire abstraction de la justification de Hesed. Il ne reste plus que la conscience profonde de la limitation, de ce qui met des obstacles, de la séparation fondamentale qu'est la conscience individuelle quand elle s'oppose au tout.
- Chokmah est ce qui reste quand toute différenciation apportée par Binah a disparu : c'est l'action pure.
- Kether est la dernière purification, celle où ne subsiste plus que l'essence par rapport à elle-même.

Dans cet exercice, il faut bien voir que tout ce qui est au-delà de Netzach est au-delà des mots, donc quelque chose d'indicible, qui peut être ressenti mais difficilement exprimé autrement que sur un mode poétique. De même, les états qui vont au-delà de Tiphereth sont au-delà de la conscience personnelle : ils ne peuvent donc être expérimentés que par leurs effets sur la conscience, mais pas directement : le « doigt du destin » qu'est Guebourah n'agit que de manière anonyme.

## Les Sephiroth dans la vie de tous les jours
Selon la Kabbale, chacun a en lui, un pourcentage de chaque sephirah. Il y a des Sephiroth qui s'annulent entre elles comme le Chokmah et le Binah et d'autres qui se potentialisent comme le Guebourah et le Kheter. Ces principes sont le fondement même de la psychologie et de la condition humaine.[pourquoi ?]

## L'arbre de vie: une réalité aussi immatérielle et profonde
Dans la Kabbale, la sphère représente la possibilité de lien entre deux éléments. La Terre (monde d'en bas des mortels) est reliée à une sphère céleste par un canal. Ce canal est le lien entre le monde spirituel (source de tout élément) et le monde matériel (manifestation).
À travers ce canal, il y a un lien perpétuel. De même que l'âme est relié au corps par un canal, il y en a qui disent que c'est un filin d'argent qui entraîne des échanges entre l'âme et le corps, exemples d'échanges très rares : Yehida, essence de l'âme est le plus haut échange spirituel entre le corps et l'âme divine (source de toutes les âmes) à travers l'âme propre, qui utilise le canal entre le monde spirituel et le monde matériel ainsi que celui entre l'âme et le corps ; vient ensuite le Rouah Hakodesh, vent de pureté se manifestant par une vision profonde sur l'état spirituel et physique d'une autre personne ou du monde lui-même c'est-à-dire la prévision des évènements et comment annuler les mauvais décrets (Pidyone Nefesh), ainsi que la manière de réparer ; le Rouah Shtout, vent de folie. 
Mais il ne faut rien prendre au premier degré, donc ne pas s'imaginer une sphère dans le ciel. C'est seulement un symbole qui favorise l'entendement humain.